# Роум, Аарон
Аарон Ром (англ. Aaron Rome; 27 сентября 1983, Несбитт, Манитоба, Канада) — профессиональный канадский хоккеист, защитник.
В юниорском возрасте выступал за различные клубы Западной хоккейной лига (WHL). На драфте НХЛ 2002 г. был выбран в четвёртом раунде под общим 104-м номером командой «Лос-Анджелес Кингз». «Короли» не воспользовались правом заключить контракт с Ромом и, став свободным агентом, летом 2004 г. он подписал соглашение с клубом «Анахайм Майти Дакс». Львиную часть времени Аарон проводил в фарм-клубах «Могучих Уток» в АХЛ. В чемпионском для «Анахайма» сезоне 2006/2007 Ром поднимался в его состав лишь на один матч регулярного чемпионата и на одну игру плей-офф. В начале следующего сезона он был обменян в «Коламбус Блю Джекетс», однако и здесь не смог стать игроком основного состава. Летом 2009 г. в качестве свободного агента подписал контракт с «Ванкувер Кэнакс», сумел закрепиться в основном составе, и после завершения сезона 2009/2010 продлил соглашение с «Касатками» ещё на два года.
1 июля 2012 года заключил трёхлетний контракт с ежегодной зарплатой в 1.5 миллиона долларов с клубом «Даллас Старз»
Руководство «Старз» сообщило 17 июня 2014 года, что клуб выкупил его контракт.

## Интересные факты
- Поскольку Ром не провёл ни одного матча в финальной серии, его имя не было выгравировано на Кубке Стэнли, выигранном в 2007 году «Анахаймом». Руководство клуба, однако же, так же, как и остальных игроков команды, наградило его перстнем обладателя Кубка Стэнли и правом провести один день с Кубком по своему усмотрению.
- Женат на Эдриэнн, есть сын Грэйсон[1].

## Статистика

### Клубная карьера
Последнее обновление: 15 августа 2012 года
```
                                      --- Regular Season ---  ---- Playoffs ----
Season   Team                     Lge  GP   G    A  Pts  PIM  GP   G   A Pts PIM
--------------------------------------- ----------------------------------------
1998-99  Saskatoon Blades         WHL   1   0    0    0    0  --  --  --  --  --
1999-00  Saskatoon Blades         WHL  47   0    6    6   22   1   0   0   0   0
2000-01  Saskatoon Blades         WHL   3   0    0    0    2  --  --  --  --  --
2000-01  Kootenay Ice             WHL  53   2    8   10   43  11   1   3   4   6
2001-02  Swift Current Broncos    WHL  70   7   24   31  168  10   1   4   5  23
2002-03  Swift Current Broncos    WHL  61  12   44   56  201   4   1   0   1  20
2003-04  Swift Current Broncos    WHL  41   7   26   33  122  --  --  --  --  --
2003-04  Moose Jaw Warriors       WHL  28   3   16   19   88   8   0   6   6  17
2004-05  Cincinnati Mighty Ducks  AHL  75   2   14   16  130  12   3   3   6  33
2005-06  Portland Pirates         AHL  64   5   19   24   87  18   1   4   5  33
2006-07  Portland Pirates         AHL  76   8   17   25  139  --  --  --  --  --
2006-07  Anaheim Ducks            NHL   1   0    0    0    0   1   0   0   0   0
2007-08  Portland Pirates         AHL  14   2    3    5   31  --  --  --  --  --
2007-08  Syracuse Crunch          AHL  41   3   21   24  126  --  --  --  --  --
2007-08  Columbus Blue Jackets    NHL  17   1    1    2   33  --  --  --  --  --
2008-09  Syracuse Crunch          AHL  48   7   21   28  153  --  --  --  --  --
2008-09  Columbus Blue Jackets    NHL   8   0    1    1    0   1   0   1   1   0
2009-10  Vancouver Canucks        NHL  49   0    4    4   24   1   0   0   0   0
2009-10  Manitoba Moose           AHL   7   6    1    7   15  --  --  --  --  --
2010-11  Vancouver Canucks        NHL  56   1    4    5   53  14   1   0   1  37
2011-12  Vancouver Canucks        NHL  43   4    6   10   46   1   0   0   0   0
--------------------------------------------------------------------------------
         NHL Totals                   174   6   16   22  156  18   1   1   2  37

```